# Leandra francavillana
Leandra francavillana är en tvåhjärtbladig växtart som beskrevs av Célestin Alfred Cogniaux. Leandra francavillana ingår i släktet Leandra och familjen Melastomataceae. Inga underarter finns listade i Catalogue of Life.